# 園部町横田
園部町横田（そのべちょうよこた）は、京都府南丹市園部町元村地区にある地名。園部町の中心市街地より西へ約1Kmの位置にあり、都市計画区域の市街化区域になっており、周辺部に比べて極端に宅地開発が進み、南丹市全域で、小山西町に次ぐ第2位の人口と世帯数がある。

## 地理
横田はU字に曲がる園部川と、その支川である半田川・本梅川に囲まれ、西にわずかな丘陵があるほかは平坦地である。横田村に合併（1876年）する前は、園部川の上流が上横田村で、下流が下横田村、二村の南が南横田村であった。南横田村は温井村とも称し、今でも呼称されている。三川に囲まれていることから、水害が頻発した歴史がある。
平成25年台風第18号による被害
2013年（平成25年）9月16日の台風18号で、園部川が決壊して住宅地に水が流れ込み、横田地内の3分の1に当たる約180軒が被災した。この年、横田区は自主防災組織として「横田区防災委員会」を設置したばかりで、その活動の一つとして、台風直撃の3日前に水害時の住民行動を伝えるマニアルを配布しており、マニアルにそった住民行動（垂直避難）により人的被害はでなかった。

### 横田の小字
南丹市が公示している園部町横田の小字は次の通りである。
- 1号（1ごう）
- 2号（2ごう）
- 3号（3ごう）
- 4号（4ごう）
- 5号（5ごう）
- 6号（6ごう）
- 7号（7ごう）
- 家無（えなし）
- 上河原（かみがわら）
- 上ノ垣内（かみのかいち）
- 川向（かわむかい）
- 岸ノ上（きしがうえ）
- 北ン所（きたんじょ）
- 九ノ坪（くのつぼ）
- 解地ヶ谷（げじがだに）
- 功太（こうたい）
- 五ノ坪（ごのつぼ）
- 下河原（しもがわら）
- 茶山（ちゃやま）
- 西河原（にしがわら）
- 二ノ坪（にのつぼ）
- 温井（ぬくい）
- 袋谷（ふくろだに）
- 淵ノ端（ふちのはた）
- 前（まえ）
- 六反田（ろくたんだ）

### 河川
- 園部川
  - 本梅川
  - 半田川

## 世帯数と人口
2024年（令和6年）5月1日現在の世帯数と人口。
|            | 世帯数  | 人口    | 男    | 女    |
| ---------- | ------- | ------- | ----- | ----- |
| 園部町横田 | 798世帯 | 1,749人 | 896人 | 853人 |

### 人口の変遷
国勢調査による人口の推移。
| 1995年（平成7年）  | 916人   | [ 8 ]  |  |
| 2000年（平成12年） | 1,242人 | [ 9 ]  |  |
| 2005年（平成17年） | 1,449人 | [ 10 ] |  |
| 2010年（平成22年） | 1,602人 | [ 11 ] |  |
| 2015年（平成27年） | 1,695人 | [ 12 ] |  |
| 2020年（令和2年）  | 1,819人 | [ 13 ] |  |

### 世帯数の変遷
国勢調査による世帯数の推移。
| 1995年（平成7年）  | 364世帯 | [ 8 ]  |  |
| 2000年（平成12年） | 485世帯 | [ 9 ]  |  |
| 2005年（平成17年） | 557世帯 | [ 10 ] |  |
| 2010年（平成22年） | 594世帯 | [ 11 ] |  |
| 2015年（平成27年） | 621世帯 | [ 12 ] |  |
| 2020年（令和2年）  | 742世帯 | [ 13 ] |  |

## 歴史

### 沿革
- 江戸時代 – 南横田村・下横田村・上横田村は、園部藩に属していた。
- 1876年（明治9年） – 南横田村・下横田村・上横田村の統合で横田村となる。
- 1889年（明治22年） – 町村制の施行により、園部村・小山村・大村・横田村・黒田村の区域をもって園部村が発足。横田は園部村の大字名となる。
- 1929年（昭和4年） – 園部村・園部町・桐ノ庄村が合併し、改めて園部町が発足。同日園部村廃止。横田は園部町の大字名となる。
- 1951年（昭和26年） – 川辺村が園部町に編入。
- 1955年（昭和30年） – 西本梅村・摩気村が園部町に編入。
- 2006年（平成18年） – 園部町・日吉町・ 美山町・八木町の4町合併による南丹市誕生に伴い、南丹市園部町横田となる。

### 略年表
- 1881年（明治14年） – 横田村に竹井小学校が開校。これにより、明新校より横田・黒田村が分離した[14]。
- 1963年（昭和38年） – 進弘編織株式会社を誘致[15]
- 1974年（昭和49年） – 芝井堰の竣工[16]
- 1985年（昭和60年） – 横田地区・土地区画整理事業の開始[16]
- 1988年（昭和63年） – 大隅木材株式会社を誘致[15]
- 1990年（平成2年） – 旭ラベル株式会社を誘致[15]
- 1993年（平成5年） – 株式会社きんでん園部営業所を誘致[15]
- 1995年（平成7年） – 野崎印刷紙業株式会社の園部工場を誘致[15]

## 伝承
- 岡本谷の大蛇[17][18]

横田の岡本谷にソロ葦が生い茂る所があった。ある時、その茂みの中に道が出来ていたので、森某という人が見に行くと、大蛇が横たわっていた。森某は驚いて家に逃げ帰ったが、それから5日間床に伏したという。

## 交通

### 道路
国道
- 国道477号

府道
- 京都府道・大阪府道54号園部能勢線 – 横田を東西に横断する基幹道路

市道
- 南丹市道横田小山東線
- 南丹市道横田大西線

### 主な橋梁
園部川
- 黒田橋（園部川）
- 黒田新橋（園部川）
- 横田新橋（園部川）
- 横田橋（園部川）

本梅川
- 岩鼻橋（本梅川）

半田川
- こひつじの橋

## 校区
- 小学校
  - 南丹市立園部小学校 - 通称「園小」。小桜町26−2
- 中学校
  - 南丹市立園部中学校 - 通称「園中」。横田3号51−132

## 施設等

### 公共施設
- 横田公民館
- 南丹市園部公園陸上競技場
- 南丹市園部公園テニスコート
- 南丹市園部横田1号公園 - 通称「横田きた公園」。横田2号110番地
- 南丹市園部横田2号公園 - 通称「横田なか公園」。横田5号50番地
- 南丹市園部横田3号公園 - 通称「横田ひがし公園」。横田3号135番地
- 南丹市園部横田4号公園 - 通称「森林公園」。横田7号49番地
- 南丹市園部横田5号公園 - 通称「横田みなみ公園」。横田7号11番地

### ため池
- 奥池[19]

総貯水量23,000m3
堤高 7.2m
堤長63.0m
管理者 温井堰掛受益者

### 福祉施設
- はぎの里オアシス
- あしたーる工房
- 京都太陽の園
- こひつじの苑

### 飲食店
- なごみ - はぎの里オアシス 1階
- cafe snooze（スヌーズ）
- 笑楽（しょうらく）

### 商店
- 川勝商店

### 墓地
横田5苗による墓地。

### その他
- ちびっこ農園

## 神社仏閣

### 若宮神社
若宮神社（わかみやじんじゃ）は、横田岸ノ上（旧下横田村）にある旧指定村社。祭神は品陀別命。創祀の年代は不明だが、後嵯峨上皇御領横田保に四道将軍の一人である丹波道主命の后神を祀ったのがはじまりで、後代になって現在の祭神である品陀別命を祀ったものと伝えられている。
摩氣神社（園部町竹井）で10月に行われる例祭では、園部町船阪にある御旅所へ神輿が行く。1932年（昭和7年）までは若宮神社の神輿も船阪の御旅所まで渡御し、摩気神社の神輿と並んで一宿する習わしだった。
末社として神明社と山神社があるほか、境内には拝殿、社務所、横田区公民館、鋳物の半鐘がある。かつては神宮寺として九品寺末の若王寺があったが、今はない。現在、横田区の秋祭りの会場としても使われている。神社として所有する神輿は1基。ほかに、ふるさと創生事業で得た子供神輿1基と、区民手作りの子供神輿1基がある。

### 三輪神社
三輪神社（みわじんじゃ）は、横田温井（旧上横田村）の丘上にある旧村社。祭神は大物主神。創祀の年代は不明だが、船井郡神社誌には1535年（天文4年）とというがそれよりも古いであろうとある。かつては出若大明神と呼ばれて往古袋谷という宮山にあったが、1703年（元禄16年）に現在地に移ったと伝えられている。出若大明神と三輪社とは奥社と麓社の関係にあったようである。社名の変更は江戸時代にあったとされている。

### 西福寺
西福寺（さいふくじ）は、横田2号にある曹洞宗の寺院。山号は慈眼山。1594年（文禄3）の開創。

### 浄香寺（廃寺）
浄香寺（じょうこうじ）は、三輪神社と道を隔てた隣、横田温井（旧上横田村）にあった寺院。かつては三輪神社の神宮寺、九品寺の末寺としてあった。山号は荒神山、庵号は連神庵。観音堂が残っており、木造聖観音菩薩立像1躯は南丹市指定文化財に指定されている。

## 文化財
横田にある指定および登録の文化財は次の通り。
建造物
- 若宮神社 本殿 1棟 – 2021年（令和3年）3月31日、京都府暫定登録
- 若宮神社 拝殿 1棟 – 2021年（令和3年）3月31日、京都府暫定登録

美術工芸品
- 木造聖観音菩薩立像１躯（浄香寺・観音堂保存会） – 1970年（昭和45年）7月23日、南丹市指定

## 行事

### 横田区行事
- 夏祭り
- 秋祭り
- 運動会
- 敬老祝賀会
- 新年会

### 伝統行事
- 横田六斎念仏（8月10日・14日）

六斎念仏（ろくさいねんぶつ）は、平安時代中期に空也が民衆教化のためや流行していた疫病を鎮めるためにはじまったとされる踊り念仏で、鉦や太鼓を打って囃すものである。南丹市内では園部町横田と八木町美里で行われている。
横田六斎念仏は、8月10日に西福寺の施食会で演奏される。14日には横田のほか、園部町内の河原町・上本町・本町・宮町の初盆をむかえる家を巡って演奏される。
楽器の編成は、太鼓6人、小ブチ1人、大ブチ5人、小鉦・大鉦は1人ないしは2人。小ブチのことをオヤともいい、熟練した長老が務めて太鼓の地のリズムを叩く。並びは右端から小ブチ、大ブチ、小鉦、大鉦の順。念仏は玄関前や庭などで行うが、家にあがって仏壇の前で行うこともある。2021年（令和3年）までに確認された選曲は、「花ふり」「みから」「かいじ」。「かいじ」は、1995年（平成7年）からの復活途中に古老が亡くなったため廃曲となっている。「花ふり」はオヤのソーレの掛け声で始まり、最後にオヤが「光明遍照十万世界念仏衆生摂取不捨」と経文をあげ、最後に太鼓の鋲にバチをあて一周させた後、太鼓をひとつ叩いて終了する。「みから」も同様だが、経文は入らない。どちらの曲も途中で、太鼓を顔の横に掲げて叩く所作と横にぶら下げて叩く所作があるが、動作は比較的小さく、京都干菜寺系の流れをくむ六斎念仏と思われている。　
1835年（天保6年）に太鼓を新調した記録があることからこの頃にはすでに活動していたことがわかる。1885年（明治18年）に再興、1957年（昭和32年）に再々興して1961年（昭和36年）まで活動していた記録もある。その後も後継者不足により中断されていたが、1995年（平成7年）に保存会を組織し、当時の講員からの指導をもとに練習を始めて1997年（平成9年）に再開した。

## 組織
- 横田区
- 横田区老人会
- 横田区子ども会
- 横田区壮年会
- 横田区防災委員会
- 横田区夢俱楽部
- 消防団